# エ・アロール それがどうしたの
『エ・アロール それがどうしたの』は渡辺淳一による小説作品（角川書店より発行）。もともと中日新聞・東京新聞・北海道新聞・西日本新聞の連載小説であり、2003年にTBS系にてテレビドラマ化された。
老いても枯れることなく精力的に第二の人生を謳歌する老人ホームの入居者たちを描く。
タイトルのエ・アロール(et alors)は、フランスのミッテラン元大統領が、女性問題について質問した記者に対し、応えた言葉「Et alors？（それがどうしたの？）」に、由来する。
当番組放映時期には「てるてる家族」もNHK総合ほかで放映されており、2つの異なる中日新聞連載小説のドラマが並行して放送されることとなった。

## あらすじ
東京銀座の高級高齢者住宅「ヴィラ・エ・アロール」。
経営者である来栖貴文の「第二の人生をきままに」という理念の下、一般的な老人ホームではありえない開放的な雰囲気で満ちている。
入居者同士の恋愛騒動や様々なトラブルに振り回されながらも、来栖はエ・アロール（フランス語で「それがどうしたの」）の精神で乗り切っていく。

## テレビドラマ
『エ・アロール』は、2003年10月9日から12月18日からまで毎週木曜日21:00 - 21:54に、TBS系で放送された。主演は豊川悦司。

### キャスト

#### ヴィラ・エ・アロールの関係者
来栖 貴文
演 - 豊川悦司
老人ホーム「ヴィラ・エ・アロール」経営者。大学病院に勤務していたが、父の跡を継いで院長となる。「面白みもない人間」と自己分析している。
入居者たちと関わっていく内に、エ・アロール精神とは何かを学ぶ。バツイチで子供もいるが、現在は園山麻子と交際中。
園山 麻子
演 - 木村佳乃
来栖の恋人。健康雑誌「心とからだ」の編集者として、「ヴィラ・エ・アロール」に注目している。
川端 昭一
演 - 三波豊和
事務長。神経質で心配性。
小西 由美子
演 - 山田スミ子
介護主任。噂好きで、何にでも首を突っ込みたがる。
杉 のり子
演 - 水川あさみ
看護師。入居者たちの良き相談相手として勤務している。来栖の助手的役目も請け負う。
藤谷 智哉
演 - 安居剣一郎
理療士。岡本杏子からラブコールを受け、困っている。
岡本 杏子
演 - 吉行和子
入居者。夫を亡くし、ひとりでの生活を送っている。息子と娘がいる。
藤谷に恋心を寄せて困らせていたが、来栖が注意したところ、今度はそちらを気に入ってしまう。
江波 玲香
演 - 草笛光子
入居者。元スチュワーデス。恋愛には少々保守的だが、野村義夫に気がある素振りを見せる。
東山 正憲
演 - 伊東四朗
入居者。
東山 節子
演 - 白川由美
入居者。東山の妻。
古賀 信三
演 - 織本順吉
入居者。
古賀雅子
演 - 弓恵子
入居者。古賀の妻。
野村 義夫
演 - 津川雅彦
入居者。大手新聞社の元編集局長。毎日新聞をチェックするのが日課。妻を亡くしてからは、心身ともに急激に弱まってしまった。
立木 重雄
演 - 緒形拳
第一入居者。次々と女性に手を出すプレイボーイ。

#### その他
高見 義彦
演 - 山下真司

楢沢編集長
演 - 春田純一

高田直樹
演 - 新田純一

岡本 泰子
演 - 秋山菜津子
岡本杏子の娘。
浜口 千鶴
演 - 筒井真理子

白石 佳奈
演 - 一戸奈未
女子大生。
来栖 昇
演 - 三觜要介
来栖貴文の息子。バスケットボール部に所属。
野村 幸彦
演 - 布施博
野村義夫の息子。
橋本 和子
演 - 長内美那子
入居者。
松井 ヨシ江
演 - 草村礼子
入居者。

### スタッフ
- 原作 - 渡辺淳一（角川書店刊）
- 脚本 - 相沢友子
- 音楽 - 杉浦哲郎
- 演出 - 平野俊一、松田礼人、高野英治
- 主題歌 - a.mia「LAT43°N 〜forty-three degrees north latitude〜」（ユニバーサルミュージック）
- 編成担当 - 安倍純子(TBS)
- チーフプロデューサー - 貴島誠一郎（ドリマックス出向後初プロデュース作品）
- プロデューサー - 加藤章一
- 製作 - TBS、ドリマックス・テレビジョン

### 放送日程
- 初回は30分拡大して放送。

| 話数                                                      | 放送日         | サブタイトル                                         | 演出     | 視聴率 |
| --------------------------------------------------------- | -------------- | ---------------------------------------------------- | -------- | ------ |
| 第1話                                                     | 2003年10月09日 | 大人たちの恋愛                                       | 平野俊一 | 10.8%  |
| 第2話                                                     | 2003年10月16日 | 噂                                                   | 平野俊一 | 09.9%  |
| 第3話                                                     | 2003年10月23日 | 老いてこそ人生                                       | 高野英治 | 10.7%  |
| 第4話                                                     | 2003年10月30日 | 人生の定年は何才ですか                               | 松田礼人 | 08.0%  |
| 第5話                                                     | 2003年11月06日 | 子供が知らない父の素顔                               | 平野俊一 | 08.0%  |
| 第6話                                                     | 2003年11月13日 | 熟年プロポーズ                                       | 平野俊一 | 07.2%  |
| 第7話                                                     | 2003年11月20日 | みっともない！父親の再婚宣言に反対する家族たち       | 高野英治 | 08.4%  |
| 第8話                                                     | 2003年11月27日 | 家族ができた！ありえない年齢差のできちゃった結婚宣言 | 松田礼人 | 07.9%  |
| 第9話                                                     | 2003年12月04日 | 赤い鳥逃げた！男と男の傷だらけの友情                 | 平野俊一 | 08.4%  |
| 第10話                                                    | 2003年12月11日 | 夜のアクシデント                                     | 高野英治 | 09.1%  |
| 最終話                                                    | 2003年12月18日 | 素晴らしき終着駅                                     | 松田礼人 | 07.7%  |
| 平均視聴率 8.7%（視聴率は関東地区・ビデオリサーチ社調べ） |                |                                                      |          |        |

| TBS系 木曜21時枠連続ドラマ                     | TBS系 木曜21時枠連続ドラマ              | TBS系 木曜21時枠連続ドラマ                    |
| 前番組                                         | 番組名                                  | 次番組                                        |
| ---------------------------------------------- | --------------------------------------- | --------------------------------------------- |
| 愛するために愛されたい （2003.7.3 - 2003.9.4） | エ・アロール （2003.10.9 - 2003.12.18） | サラリーマン金太郎4 （2004.1.15 - 2004.3.18） |